# Ашокасундари
Ашокасундари (санскр. अशोकसुन्दरी, IAST: Aśokasundarī) — индуистская богиня и дочь бога Шивы и его жены Парвати. Она упоминается в Падма-пуране, где рассказывается её история. Богиня в основном почитается в Южной Индии в форме Бала Трипурасундари.

## Этимология
Ашокасундари была создана из исполняющего желания дерева Калпаврикша, когда Парвати пожелала дочь, чтобы уменьшить своё одиночество. Части её имени произошли назначения. Ашока — соединение приставки а-, означающей отрицание, и шока, что означает «печаль», в то время как сундари означает «красивая девушка».

## Легенда
Рождение Ашокасундари описано в «Падма-пуране». В одном из вариантов предания о Нахуше Парвати однажды попросила Шиву отвести её в самый красивый сад в мире. Согласно её желанию, Шива отвел её в Нанданвану, где Парвати увидела дерево, известное как Калпаврикша, которое могло исполнить любое желание. Поскольку Сканда, сын Парвати, вырос и покинул Кайлас, как матери это причиняло Парвати огромное горе и одиночество. Она попросила у дерева дочь, чтобы избавиться от одиночества. Её желание было удовлетворено, и родилась Ашокасундари. Парвати предсказала, что Ашокасундари выйдет замуж согласно её судьбе за Нахушу из Лунной Династии, который будет равен Индре, царю небес. 
Однажды Ашокасундари бродила по Нанданване со своими служанками, ракшаса по имени Хунда увидел её и влюбился в неё. Однако богиня отвергла ухаживания демона и сообщила ему о своем предназначении выйти замуж за Нахушу. Хунда переоделся вдовой, чей муж якобы был убит им, и предложил Ашокасундари сопровождение в его скит. Богиня пошла с замаскированным демоном и достигла его дворца. Она узнала об обмане и прокляла его, что он будет убит Нахушей, и сбежала в обитель своих родителей на горе Кайлас.
Хунда похищает младенца Нахушу из своего дворца, однако его спасает служанка Хунды и отдает под опеку мудреца Васиштхи. Через несколько лет Нахуша вырастает и понимает, что ему суждено убить Хунду. Хунда похищает Ашокасундари и говорит ей, что убил Нахушу. Богиню утешила пара киннаров, которая сообщила ей о благополучии Нахуши и предсказала, что она станет матерью могущественного сына по имени Яяти и сотни прекрасных дочерей. Нахуша сразился с Хундой и победил его в ожесточенной битве и спас Ашокасундари, на которой женился. Со временем, в отсутствие Индры, Нахуша временно стал правителем небес.

## Влияние
Ашокасундари очень мало упоминается в индуистской мифологии. Рассказ о ней появляется только в Падма-пуране. Её появление в телесериале «Девон Ке Дев… Махадев» о жизни Шивы и Парвати привлекло к ней внимание многих. Позже она появилась и в других сериалах, таких как Вигхартха Ганеш.